# Svågertorp Station
Svågertorp Station, også kaldet Malmö Syd Svågertorp, er en jernbanestation i Vintrie i det sydligste Malmö i Sverige, og den sidste (eller første) station på den svenske side af Øresundsforbindelsen.
Den blev indviet i 2000 som en midlertidig station indtil indvielsen af Citytunneln den 4. december 2010. Den anvendes i øjeblikket af Skånetrafikens pågatåg på strækningen mellem Helsingborg og Trelleborg og mellem Kristianstad og Malmø C.